# ミハリス・マニアス
ミハリス・マニアス（Michalis Manias、1990年2月20日 - ）はギリシャ・ロドス島出身のサッカー選手。ポジションは、フォワード。キプロス・ファーストディビジョン・アノルトシス・ファマグスタ所属。

## 経歴

### クラブ
2012-13年シーズンにギリシャ2部リーグで39試合18得点4アシスト。を記録するとギリシャ・スーパーリーグ（1部）のクラブの目に留まり、2013年7月に1部に属するアリス・テッサロニキに移籍。2014年7月から2シーズンは同じくギリシャ・スーパーリーグ（1部）に属するPASヤニナFCに移籍し、56試合で18得点4アシストを記録した。
2016年7月にはベルギー1部に属するKVCウェステルローに移籍した。
2017年1月、ギリシャ・スーパーリーグ（1部）に属する名門アステラス・トリポリスFCに移籍。27試合で12得点を記録した。

### 代表
2018年5月15日、サウジアラビア代表との親善試合で代表初出場。